# Savena
Il Sàvena (Sèvna in dialetto bolognese) è un torrente (bacino idrografico di 170 km²) che nasce nel territorio di Firenzuola, in provincia di Firenze, da un anfiteatro di monti (Sasso di Castro a 1276 m s.l.m., monte Bastione 1190 m s.l.m., Monte Luario 1140 m s.l.m., Monte Freddi 1275 m s.l.m.) poco a nord del passo della Futa; è il maggior affluente dell'Idice (al quale reca almeno i 2/3 della portata, specie nella stagione estiva) che confluisce poi nel fiume Reno.
Il Reno ed il Savena delimitano il territorio della città di Bologna rispettivamente a ovest e ad est.

## Idronimo
L'esatta accentazione del toponimo è sdrucciola, Sàvena e non Savéna. In effetti, a parte il significato della parola etrusca Sàvena che significa letteralmente "vena d'acqua", lo stesso Dante Alighieri, nella Divina Commedia, individua i bolognesi come coloro che stanno "fra Sàvena e Reno" e solo l'accentazione fonetica sulla prima "a" è coerente con la metrica dei versi danteschi.
(Dante Alighieri, Divina Commedia, Inferno, Canto XVIII)

## Percorso

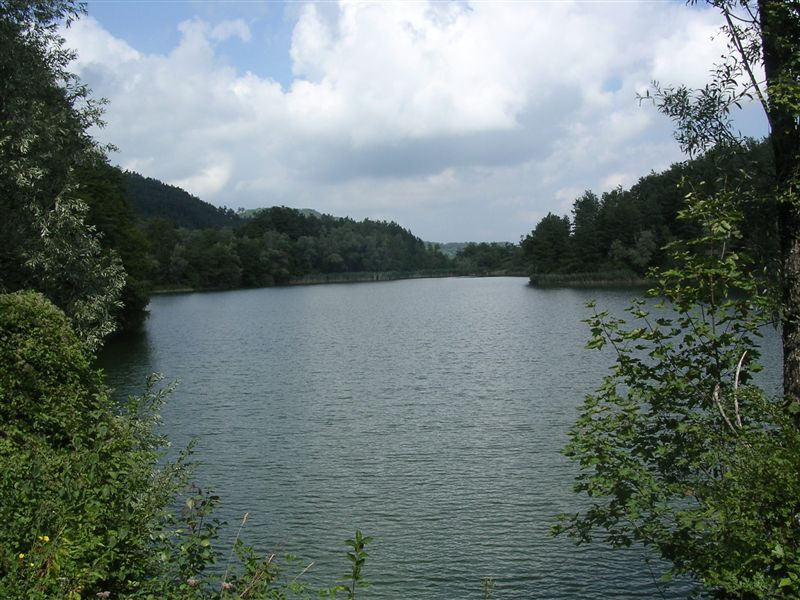
Il lago di Castel dell'Alpi

Dopo pochi chilometri dalle sorgenti, il Savena entra in provincia di Bologna, percorre una valle piuttosto incassata e ad andamento pressoché rettilineo, bagnando Pianoro (dove riceve il suo principale affluente, il rio Favale, oltre ad un affluente minore, il Rio delle Pecore), e la periferia sud orientale di Bologna e termina attualmente il suo corso immettendosi nel torrente Idice presso San Lazzaro di Savena dopo circa 55 km. La portata media annua è di circa 4 m3/s, quella minima di circa 0,3 m3/s, quella delle piene ordinarie può arrivare a 150 m3/s, ma nelle massime piene (centennali) si possono superare i 400 m3/s ed anche più, come accadde nella piena del 4 novembre 1966, nel corso della quale straripò nei pressi di Rastignano e San Ruffillo.
I crinali che costeggiano il tratto iniziale sono rivestiti da boschi di latifoglie (faggete).
Scendendo, poco dopo l'ingresso nella Provincia di Bologna, il corso d'acqua forma il lago di Castel dell'Alpi (San Benedetto Val di Sambro), formatosi a causa di varie frane, la più recente nel 1951.
Più a valle le latifoglie lasciano spazio a una flora meno montana (sambuchi e pioppi).
Il corso del torrente è costeggiato, in parte, dalla Strada statale 65 della Futa che collega Bologna a Firenze ed in parte dalla strada provinciale che collega Pianoro con Castel dell'Alpi, passando, fra l'altro, per le strette e suggestive gole di Scascoli (Loiano), lunghe circa 2 km, con pareti precipiti a picco sul fiume ed una larghezza che, in certi punti, è di pochi metri.
Il territorio è però sfruttato da cave di ghiaia e sabbia e in più parti l'equilibrio ecologico è fragile: in particolare le gole di Scascoli sono tormentate da un'enorme frana causata in parte dalla discussa costruzione (negli anni ottanta) della strada fondovalle Savena e la loro bellezza è  stata deturpata dalla necessità di mettere in sicurezza la Strada del Fondovalle Savena facendo saltare con delle mine parte dell'incombente, ma suggestiva, parete rocciosa. 

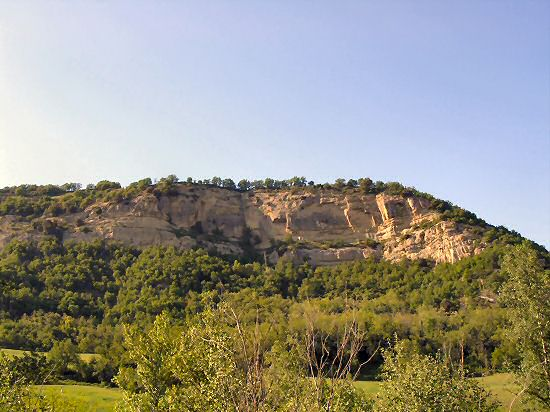
Contrafforte pliocenico in Val di Savena

Insieme ai torrenti Zena e Idice, la valle del Savena è costeggiata dal Contrafforte pliocenico ed è interessata dalla Vena del gesso: gode di un interessante patrimonio geologico e naturalistico, con la Grotta della Spipola e la sua dolina, gli affioramenti gessosi del Farneto e della Croara, che formano un complesso carsico di estremo interesse (con grotte e cavità naturali unite da un corso d'acqua ipogeo di ben 6 km, il torrente carsico Acquafredda che nasce alle pendici del Monte Calvo e tributa nel Savena in località Siberia, alla Ponticella). Si tratta del complesso ipogeo gessoso più vasto ed importante d'Italia ed uno dei maggiori d'Europa. Questo patrimonio è tutelato dal Parco dei Gessi Bolognesi e Calanchi dell'Abbadessa.
Tra Bologna e San Lazzaro di Savena l'alveo del torrente non è naturale, ma è stato creato nel XVIII secolo per proteggere la città dalle periodiche inondazioni. In origine, infatti, il Savena, uscendo dal territorio di Pianoro a San Ruffillo, piegava verso occidente circondando Bologna con un percorso tortuoso (ancora oggi ne rimangono le tracce nella toponomastica della città). Seguiva il percorso delle attuali vie Luigi Longo e Firenze, poi quello delle attuali vie Cavedone e Friuli-Venezia Giulia (nei paraggi vi è una via chiamata proprio via Savena Antico) per poi incrociare la via Emilia Levante all'altezza dell'attuale rione Pontevecchio, il cui toponimo deriva dal ponte di origini romane posto a ridosso della chiesetta di S. Maria di Pontemaggiore (o oratorio di Pontevecchio, appunto; i cui resti sono ancora oggi esistenti). Passava poi vicino alla chiesa tuttora chiamata Sant'Antonio di Savena, presso l'attuale via Crociali, per proseguire seguendo il percorso dell'attuale via Rimesse e parte di quello dell'attuale via Sante Vincenzi, giungendo fino alle mura cittadine fra porta San Vitale e porta San Donato (via Ilio Barontini, che insieme a via Rimesse e via Vincenzi formava l'oggi scomparsa via Savena). Da lì serpeggiava verso nord, passando in corrispondenza di via Camillo Ranzani e dell'odierna fiera, a nord della quale l'antico letto è tuttora esistente, ridotto a canaletta, con il nome di "Savena Abbandonato". Percorrendo verso nord la pianura bolognese parallelamente alla Strada Ferrarese, al Navile e al Reno, si gettava poi in quest'ultimo. Il tratto rettilineo del "Savena Abbandonato" che va da Capo d'Argine (frazione di Minerbio) alle Valli di Malalbergo (dove sfocia nel Reno), è il risultato dei lavori di scavo di un letto artificiale, il "Savena Nuovo", che, a causa dei frequenti straripamenti, il monsignor Cesi diede ordine di intraprendere l'8 aprile 1560.
Nel 1776 si decise di convogliare le acque verso nord-est (allontanandole, in tal modo dall'abitato di Bologna) utilizzando l'alveo del Rio Polo e dirottandolo nell'Idice in località Borgatella, al confine col Comune di Castenaso.

## Storia

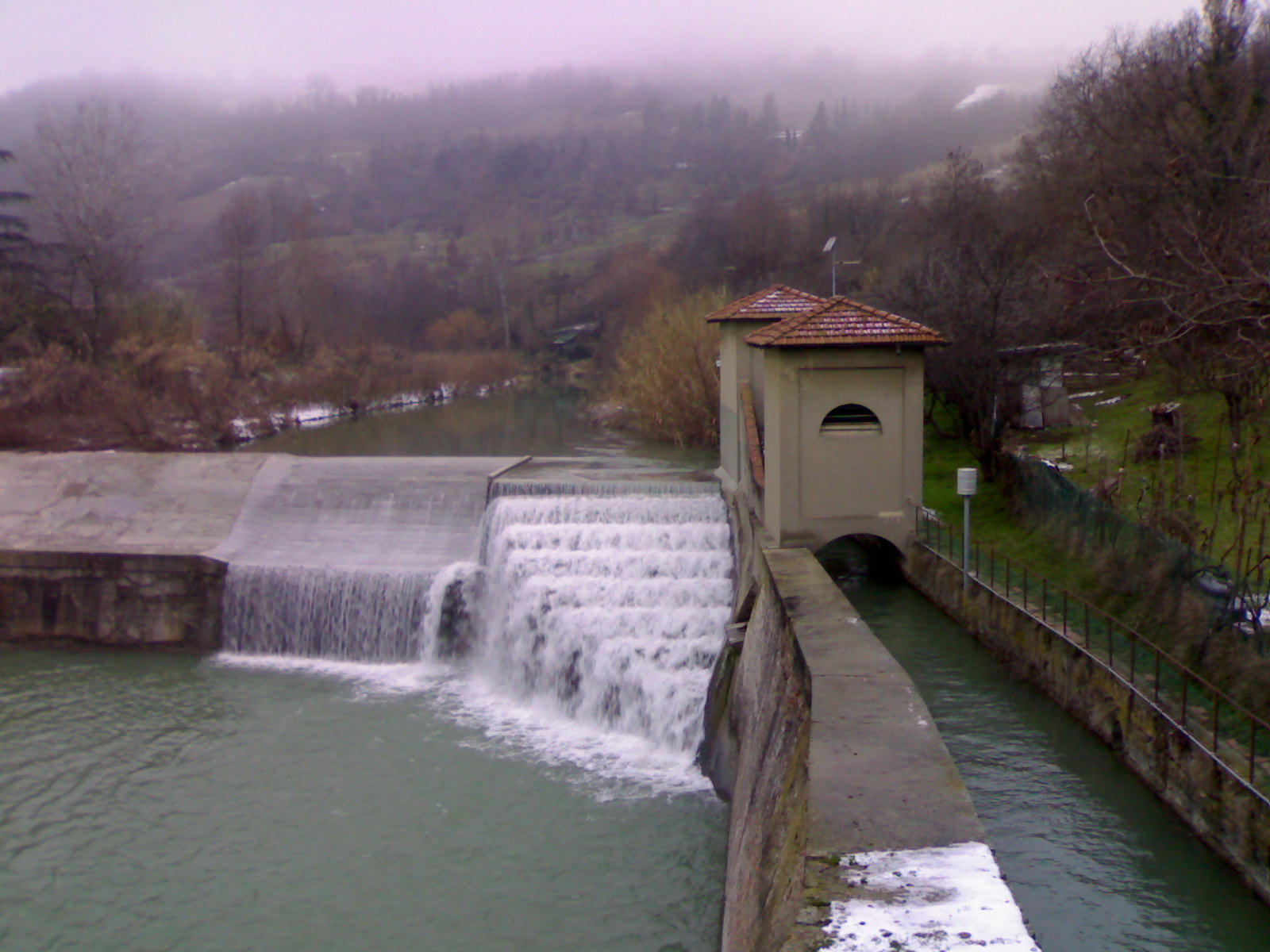
Chiusa di San Ruffillo, inizio del Canale di Savena

Storicamente il Savena è stato utilizzato per dare energia a numerosi mulini (ad esempio il Mulino dell'Allocco, nel tratto montano, Mulino Parisio e Mulino di Frino nell'immediata periferia di Bologna) che ne costeggiavano il corso, e forniva acqua anche a canali che passavano per la città di Bologna, come il Canale Fiaccalcollo (o Fiaccacollo) che costituì per un periodo il fossato esterno della cerchia muraria dei torresotti (cosiddetta Cerchia del Mille). A tale scopo, fin dall'Alto Medioevo fu sbarrato in località San Ruffillo (attualmente alla periferia di Bologna) con una chiusa dalla quale si diparte il canale di Savena. La Chiusa di San Ruffillo (caratteristica nella sua morfologia più moderna con la grande scalinata, lo scivolo e le torrette dell'opera di presa del canale) ed il relativo canale di Savena, che si immette nel sotterraneo torrente Aposa a Bologna, sono ancora funzionanti e connesse con il complesso sistema di canali sotterranei che percorre Bologna.